# Maska tlenowa
Maska tlenowa – wyrób medyczny służący do przetransportowania tlenu ze zbiornika do płuc pacjenta. Może przylegać do ust i nosa bądź całej twarzy. Za jej pomocą nie można precyzyjnie ustalić FiO2. Pozwala uzyskać 40–60% stężenia tlenu w powietrzu wdychanym.

## Budowa
Maski tlenowe wykonywane są z materiałów takich jak: silikon, guma, tworzywa sztuczne i PVC, które są odpowiednio lekkie i tanie w wyprodukowaniu. Wyposażone są w dren, który umożliwia podłączenie do aparatury.

## Zastosowanie
Maski tlenowe wykorzystywane są w medycynie przy przewlekłej obturacyjnej chorobie płuc, tlenoterapii, przy udzielaniu pierwszej pomocy. Z masek tlenowych korzystają piloci samolotów wojskowych, a także cywile w przypadku zadziałania awaryjnego systemu tlenowego.